# Ervin László

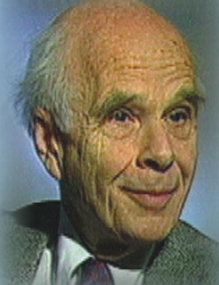
Ervin László

Ervin László [ˈɛrvin ˈlaːsloː] (* 12. Juni 1932 in Budapest) ist ein ungarischer Wissenschaftsphilosoph, Systemtheoretiker und Autor. Er ist Präsident des von ihm begründeten Club of Budapest und Mitglied der World Academy of Arts and Science.
László beschäftigt sich mit Fragen der Metaphysik und Ontologie und gilt als wichtiger Vertreter der Systemtheorie, der Allgemeinen Evolutionstheorie und der Integralen Theorie sowie der Philosophie, der Futurologie und der Ästhetik.
Obwohl er einen Teil seiner Thesen in den physikalischen Kontext einer „Großen vereinheitlichten Theorie“ stellt, werden seine Schriften nicht im physikalischen Kontext zitiert. Seine Thesen können damit nicht als physikalisch-naturwissenschaftliche Standpunkte verstanden werden.

## Musik
Ervin László begann als Pianist. Er nahm 1947 als Fünfzehnjähriger am Concours International de Musique in Genf teil und belegte einen der vorderen Plätze. Die amerikanische Plattenfirma RCA hat mindestens ein Album mit ihm produziert, auf dem László Klavierwerke von Sibelius interpretiert. Beim NDR Hamburg hat László in den sechziger Jahren Werke von Liszt für den Rundfunk aufgenommen.

## Werk
László ist Autor mehrerer Bücher und zahlreicher Publikationen in internationalen Zeitschriften und Magazinen. Er ist Herausgeber der Vierteljahreszeitschrift World Futures - The Journal of General Evolution und der Buchreihe World Futures General Evolution Studies, sowie Mitherausgeber von Behavioral Science und der vierbändigen Friedensenzyklopädie World Encyclopedia of Peace. 1993 gründete László die Stiftung Club of Budapest, die sich als Zukunftswerkstatt für globale Fragestellungen begreift.
Seine Arbeit im Zusammenhang mit Geist und Bewusstsein sowie der Morphogenetik befasst sich auch mit einer „Großen vereinheitlichten Theorie“. Er beruft sich dabei auch auf den Physiker Stephen W. Hawking, wobei Lászlós Theorien jedoch nur wenig Gemeinsamkeiten mit der Großen  vereinheitlichten Theorie der Physik aufweisen. Die in der Physik angestrebte Vereinheitlichung der vier bekannten Elementarkräfte erweitert er um ein fünftes Feld, das er Psi-Feld oder A-Feld nennt.
In seinen Arbeiten zu einem holistischen Weltbild („Das fünfte Feld“, „Holos“, und „Zu Hause im Universum“) propagiert Ervin László die Idee dieses grundlegenden neuen Feldes, das sowohl quantenphysikalische als auch zahlreiche parapsychologische Phänomene erklären soll. Dieses A-Feld soll eine Art kosmisches Gedächtnis (Akasha-Chronik) darstellen, in dem zudem auf nichtlokale Weise durch Torsionsfelder und Skalarwellen überlichtschnelle Informationsübertragung im Quantenvakuum stattfinden soll. Der deutsche Physiker Christian Sämann hält Lászlós Argumentationen im Bereich der Naturwissenschaften, trotz einer positiven Grundhaltung gegenüber seinem Werk, für ungültig, schwach oder nicht zwingend.
Ervin László kritisiert in seinen Büchern auch die darwinistische Evolutionstheorie als „unzureichende Erklärung“ und greift dabei intensiv auf die Argumentation der Intelligent-Design-Bewegung (z. B. Michael J. Behe) zurück.
Hinsichtlich der Erklärung des Phänomens des Bewusstseins vertritt Ervin László eine Variante des Panpsychismus und neutralem Monismus (Substanzmonismus mit Eigenschaftsdualismus), im Gegensatz zu rein physikalistischen Interpretationen wie beispielsweise von Daniel Dennett. Entgegen manch anderen Vertretern des Integralen Denkens, wie z. B. Ken Wilber, spricht sich Ervin László jedoch eindeutig gegen die Vorstellung einer unsterblichen Seele oder eines Lebens nach dem Tode aus.

## Werke
- Weltwende 2012 - Wie eine grüne Wirtschaft, neue Politik und ein höheres Bewusstsein zusammen wirken (2009) ISBN 3-9812442-5-7
- The Chaos Point - The World at the Crossroads (2006) ISBN 0-7499-2716-X
- Zu Hause im Universum - Eine neue Vision der Wirklichkeit (2005) ISBN 3-7934-2002-7
- Macroshift (2003) ISBN 3-458-17157-6
- You Can Change the World - Wie kann ich die Welt verändern? (2003) ISBN 3-936486-23-9
- Holos - Die Welt der neuen Wissenschaften (2002) ISBN 3-928632-94-9
- Kosmische Kreativität (2001) ISBN 3-458-33808-X
- Das fünfte Feld (2000) ISBN 3-404-60477-6
- Systemtheorie als Weltanschauung (1998) ISBN 3-424-01387-0
- Wissenschaft und Wirklichkeit (1999) ISBN 3-458-33270-7
- Evolutionäres Management (1999) ISBN 3-89459-020-3
- Das dritte Jahrtausend (1998) ISBN 3-518-39471-1
- Frieden durch Dialog (1995) ISBN 3-351-02434-7
- 1992: Der Laszlo-Report. Wege zum globalen Überleben. Verlag Moderne Industrie, 1992. Heyne-Sachbuch 1994, ISBN 3-453-07808-X.
- Global denken. Die Neugestaltung der vernetzten Welt (1989); Goldmann Taschenbuch 12303, ISBN 3-442-12303-8
- Evolutionäres Management: Globale Handlungskonzepte. Fulda: Paidia-Verlag, 1992; englisch: Management by evolution.
- The Evolution of Cognitive Maps: New Paradigms for the 21st Century. Gemeinsam mit I. Masulli. Gordon & Breach, New York 1992
- The Age of Bifurcation: The Key to Understanding the Changing World. Gordon & Breach, New York 1991
- (Hrsg.): The New Evolutionary Paradigm: Transdisciplinary Studies. New York: Gordon & Breach, 1991.
- Global Denken: Die Neu-Gestaltung der vernetzten Welt. Horizont, Rosenheim 1989, ISBN 3-442-12303-8
- Evolution: The Grand Synthesis. Boston und London: New Science Library, Shambhala Publications, 1987
  - Deutsche Ausgabe:  Evolution - Die neue Synthese: Wege in die Zukunft. Europa, Wien 1987, ISBN 3-203-50968-7
- Introduction to Systems Philosophy. (1973), ISBN 0-06-131762-4, Vorwort von Ludwig von Bertalanffy
- Evolution and Revolution: Patterns of Development in Nature, Society, Culture and Man. Gemeinsam mit R. Gotesky, Gordon & Breach, New York und London 1971